# Tambores de barro prehispánicos
Los tambores de barro prehispánicos son instrumentos de percusión con estructura de barro y parche de piel, que datan de la época prehispánica en Mesoamérica y Aridoamérica. Poseen varias formas volumétricas: copa, vidrio de lámpara, reloj y doble copa.
En el Códice Madrid, se puede apreciar un pequeño tambor bulboso, representado mientras era tocado, con un color rosa-marrón, lo que da indicio de que estaba hecho de cerámica. También se ve otro tipo de tambores. A uno de ellos el arqueólogo Hammond lo incluyó en el tipo "vidrio de lámpara", hallado en diversos lugares de las tierras bajas mayas en Honduras y Belice. Los tambores dobles fueron hallados en Usulután, Honduras, y en los Códices Dresden y Madrid. El otro tipo de tambor, con forma de copa, también ha sido hallado en Barton Ramie, Uaxactún, Tabasco, Campeche, Piedras Negras y Jaina. 